# Sphex caeruleanus
Sphex caeruleanus là một loài côn trùng cánh màng trong họ Sphecidae, thuộc chi Sphex. Loài này được Drury miêu tả khoa học đầu tiên năm 1773.